# Can Cabot d'Avall
Can Cabot d'Avall és una masia de Sant Andreu de Llavaneres (Maresme) inclosa a l'Inventari del Patrimoni Arquitectònic de Catalunya.

## Història
Va ser construïda el 1789, segons una inscripció en una de les finestres. Antigament havia estat emmurallada, i encara conserva en molt bon estat la portalada d'entrada.
Fins a finals del segle xviii, la finca va ser propietat d'una de les branques de Can Cabot d'Amunt. Durant el primer terç del segle xix, va ser comprada per Jaume Almirall, que no hi va viure i el 1800 va cedir materials de la seva pedrera de Garingol per a la construcció del nou Ajuntament. Al tombant de segle, la finca, que comprenia el molí que du el nom dels primers propietaris i una extensió de bosc cap al nord de la casa, va ser venuda a la família Mas Riera, i uns anys més tard, va ser adquirida per Ignasi de Caralt i Sala.

## Descripció
És de planta rectangular i de tipus basilical. Consta de planta baixa i pis, amb coberta a doble vessant. La façana principal presenta un portal de pedra amb arc rebaixat i finestres de pedra picada amb una sanefa de mitja canya.
A la part central hi ha un cos més elevat que són les golfes. Hi ha un rellotge de sol a la façana sobre la porta d'entrada. Davant de la casa hi ha una era gran amb un safareig.